# El ladrillo
El ladrillo (in italiano: Il mattone) è uno studio considerato la base di molte delle politiche economiche seguite dalla dittatura militare che governò il Cile dal 1973 al 1990. Fu elaborato solo poche settimane prima del colpo di stato cileno del 1973 e divenne noto al pubblico nel 1992, quando fu pubblicato dal Centro de Estudios Públicos, un think tank associato ai Chicago boys, con un prologo scritto dall'economista Sergio de Castro. Emilio Sanfuentes è stato il coordinatore del team di economisti che ha studiato i diversi argomenti trattati nello studio.